# Alan Lee

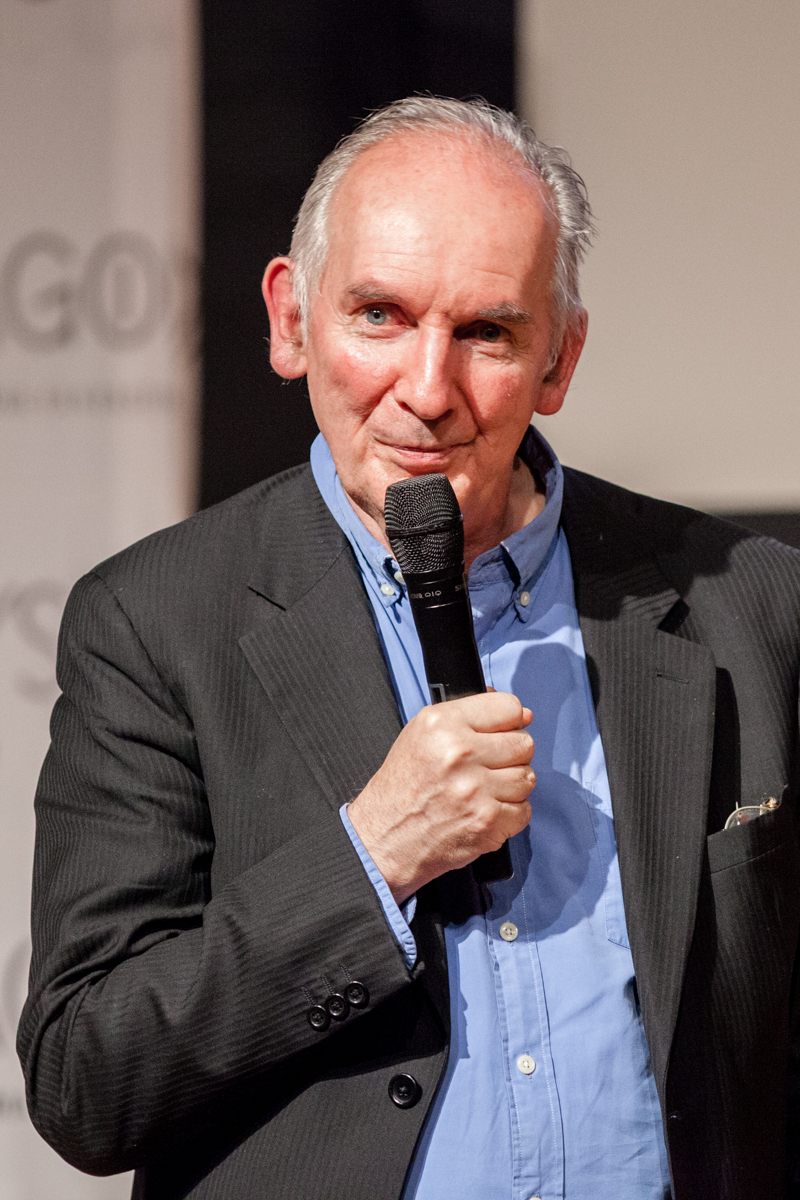
2016

Alan Lee (Middlesex, 20 augustus 1947) is een Engelse illustrator van boeken en een conceptual designer van films. Hij is vooral bekend door zijn illustraties in de serie In de ban van de ring van J.R.R. Tolkien, door het ontwerp voor Peter Jacksons verfilmingen hiervan en door het ontwerp van de omslagen van meer boeken van Tolkien.
Hij heeft veel fantasy-boeken geïllustreerd, waaronder de millennium-editie van In de Ban van de Ring, Faeries samen met Brian Froud, Lavondyss van Robert Holdstock. Hij heeft veel kalenders geïllustreerd en hij heeft als conceptual designer van films gewerkt, zoals voor Legend, Erik the Viking en King Kong en van miniseries, noem Merlin. Hij heeft in 1993 de Kate Greenaway Medal gewonnen en in 1998 de Best Artist Award tijdens de World Fantasy Awards.
Zijn werk als conceptual designer voor Peter Jacksons verfilming van Lord of the Rings wordt als essentieel voor zijn succes beschouwd. Hij was samen met John Howe verantwoordelijk voor de vele decors, objecten, wapens en het uiterlijk van de wezens die in deze film een belangrijke rol spelen. Zij wonnen in 2004  een Oscar, voor Best Art Direction, voor The Lord of the Rings: The Return of the King.
Hij tekent veel met potlood en maakt schilderijen met waterverf.
- Bibsys: 90705124
- Biblioteca Nacional de Chile: 000844448
- Biblioteca Nacional de España: XX908458
- Bibliothèque nationale de France: cb119120596 (data)
- Catàleg d'autoritats de noms i títols de Catalunya: 981058616295006706
- Gemeinsame Normdatei: 119323753
- International Standard Name Identifier: 0000 0001 2148 0873
- Library of Congress Control Number: n77013918
- Nationale Bibliotheek van Letland: 000163023
- Nationale Bibliotheek van Tsjechië: xx0000211
- Nationale Bibliotheek van Israël: 987007331577105171
- Nationale Bibliotheek van Polen: a0000001131363
- Nederlandse Thesaurus van Auteursnamen: 067493726
- RKD-Nederlands Instituut voor Kunstgeschiedenis: 252772
- Système universitaire de documentation: 026978113
- Union List of Artist Names: 500134796
- Virtual International Authority File: 112458453
- WorldCat: E39PBJxhqhTpYBhVbWHmfG9FKd